# Балей (аэропорт)
Бале́й — недействующий аэропорт, расположенный в 2 км к востоку от центра города Балей (Забайкальский край, Россия) в районе Отмахово. Гражданский аэропорт с бетонированной площадкой.

## История
До начала 1990-х годов осуществлялось воздушное сообщение с Аэропорт Кадала (ЧИТА), 2 рейса в день. На данный момент аэропорт закрыт. Аэропорт возможен к капитальному ремонту полосы, а также постройке новых зданий аэропорта. В городе аэропорт послужил бы быстрым передвижением в столицу края - Чита. На 2024 год в главном здании находится метеостанция. Вьезд на территорию закрыт. Открыто проехать можно только на взлетную и посадочную полосу. На полосах большое количество осколков стекла. Для жителей города это место отдыха. На полосу приземляются только  вертолеты экстренных служб, которые увозят пациентов в город Чита.

## Описание аэропорта
Всего 4 здания, 3 разрушены, 1 используется для метеостанции. Территория метеостанции (аэропорта) огорожена забором. Взлетная полоса не прерывистая, асфальтированная, на 2024 г. находится в ненадлежащем состоянии. Въезд в аэропорт осуществляется с подъёмом с улицы Луначарского (Балей).